# Vannecrocq
Vannecrocq [vanəkʁo] est une commune française située dans le département de l'Eure, en région Normandie.

## Géographie

### Localisation
Vannecrocq est un village normand situé dans la région naturelle du Lieuvin, et, à vol d'oiseau à 8 km au sud-ouest de Pont-Audemer, à 10 km au nord-ouest de Lieurey, à 22 km au nord-est de Lisieux, et à 7 km au sud-est de Beuzeville ou à 19 km de Honfleur.
La comme se trouve dans l'aire d'attraction de Pont-Audemer ainsi que dans son bassin de vie, et dans la zone d'emploi de Honfleur Pont-Audemer
.

### Communes limitrophes
|                                 | Triqueville |                           |
| Martainville La Chapelle-Bayvel | Vannecrocq  | Saint-Symphorien Épaignes |
| Épaignes                        | Épaignes    | Épaignes                  |

### Géologie et relief
La superficie de la commune est de 4,93 km2 ; son altitude varie de 75  à   153 mètres.

### Hydrographie
La commune est située dans le bassin Seine-Normandie. Elle est drainée par le cours d'eau 02 de la commune de Epaignes, le fossé 01 de la commune de la Chapelle -Bayvel et le ruisseau du Val Jouen, qui forme la limite nord-est de la commune,,.

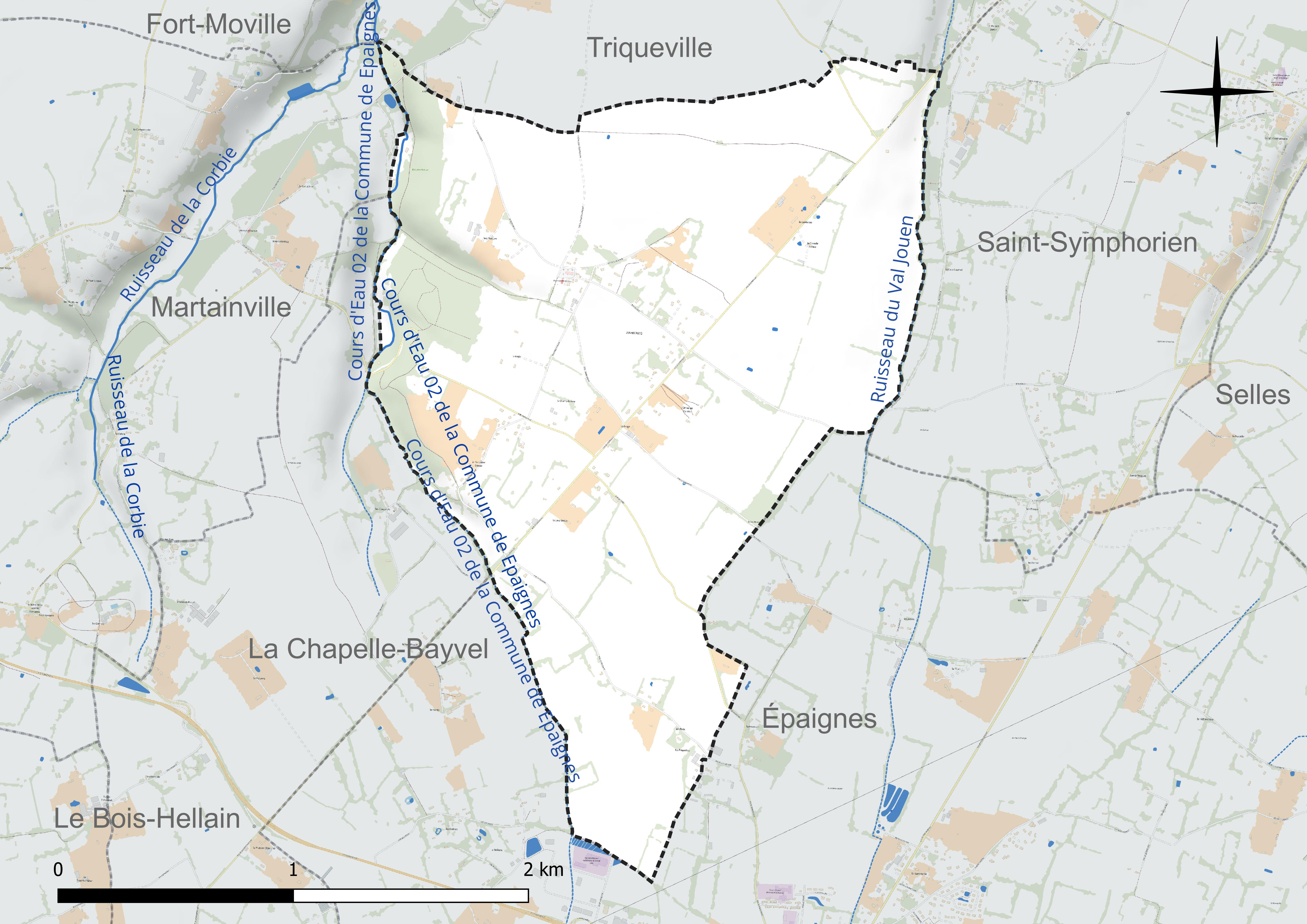
Réseau hydrographique de Vannecrocq.

### Climat
Pour des articles plus généraux, voir Climat de la Normandie et Climat de l'Eure.
En 2010, le climat de la commune est de type climat océanique franc, selon une étude du CNRS s'appuyant sur une série de données couvrant la période 1971-2000. En 2020, Météo-France publie une typologie des climats de la France métropolitaine dans laquelle la commune est exposée à un climat océanique et est dans la région climatique Côtes de la Manche orientale, caractérisée par un faible ensoleillement (1 550 h/an) ; forte humidité de l’air (plus de 20 h/jour avec humidité relative > 80 % en hiver), vents forts fréquents. Parallèlement le GIEC normand, un groupe régional d’experts sur le climat, différencie quant à lui, dans une étude de 2020, trois grands types de climats pour la région Normandie, nuancés à une échelle plus fine par les facteurs géographiques locaux. La commune est, selon ce zonage, exposée à un « climat contrasté des collines », correspondant au Pays d’Auge, Lieuvin et Roumois, moins directement soumis aux flux océaniques et connaissant toutefois des précipitations assez marquées en raison des reliefs collinaires qui favorisent leur formation.
Pour la période 1971-2000, la température annuelle moyenne est de 10,1 °C, avec  une amplitude thermique annuelle de 13,2 °C. Le cumul annuel moyen de précipitations est de 922 mm, avec 13,2 jours de précipitations en janvier et 8,9 jours en juillet. Pour la période 1991-2020, la température moyenne annuelle observée sur la station météorologique la plus proche, située sur la commune de Boulleville à 7 km à vol d'oiseau, est de 11,3 °C et le cumul annuel moyen de précipitations est de 851,2 mm,. Pour l'avenir, les paramètres climatiques de la commune estimés pour 2050 selon différents scénarios d’émission de gaz à effet de serre sont consultables sur un site dédié publié par Météo-France en novembre 2022.

### Milieux naturels et biodiversité

#### Natura 2000
- Corbie[15].

#### ZNIEFF de type 2
- La basse vallée de la Risle et les vallées conséquentes de Pont-Audemer à la Seine[16].

#### Site classé
- Les ifs du cimetière,  Site classé (1933)[17].

## Urbanisme

### Typologie
Au 1er janvier 2024, Vannecrocq est catégorisée commune rurale à habitat très dispersé, selon la nouvelle grille communale de densité à 7 niveaux définie par l'Insee en 2022.
Elle est située hors unité urbaine. Par ailleurs la commune fait partie de l'aire d'attraction de Pont-Audemer, dont elle est une commune de la couronne,. Cette aire, qui regroupe 34 communes, est catégorisée dans les aires de moins de 50 000 habitants,.

### Occupation des sols

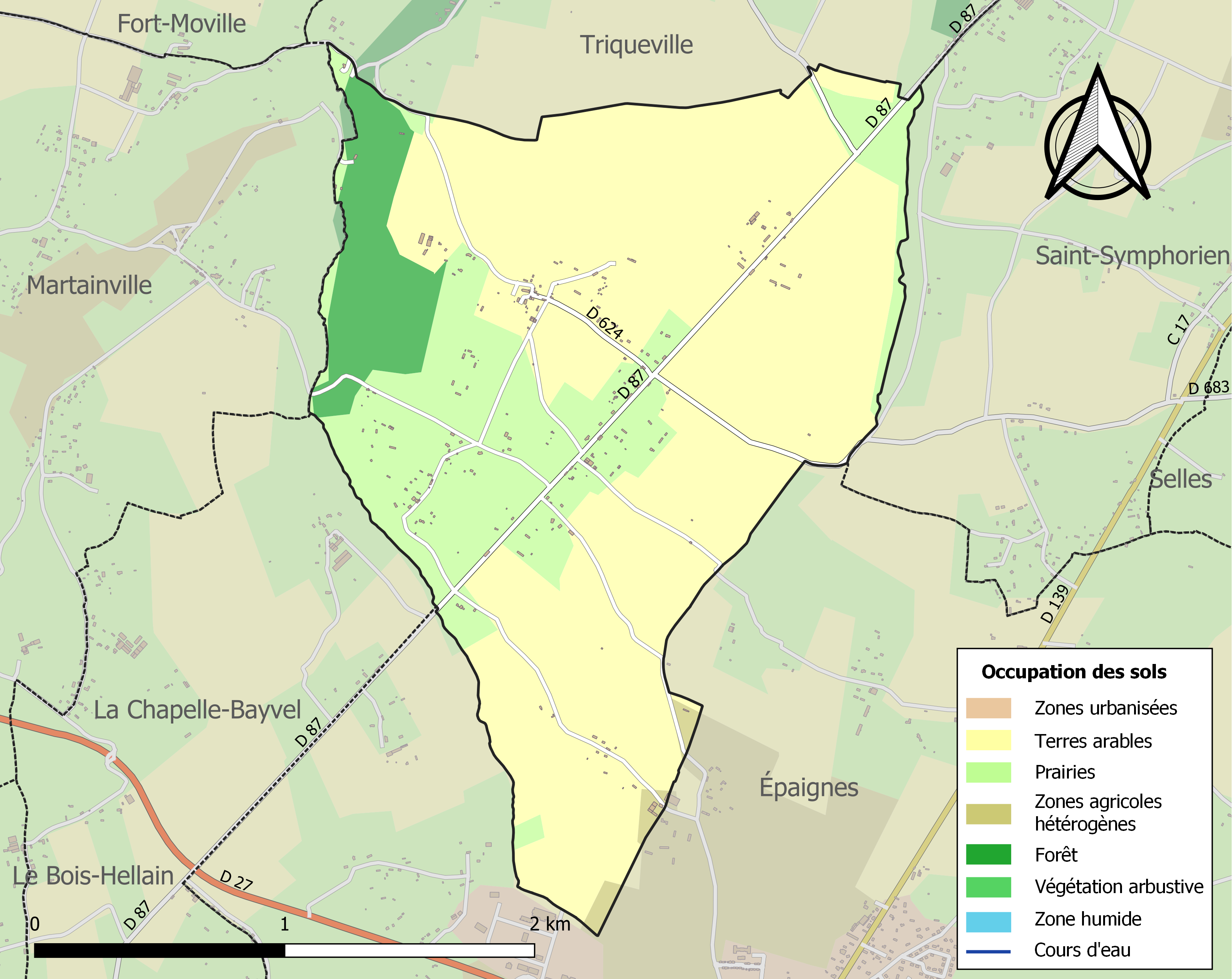
Carte des infrastructures et de l'occupation des sols de la commune en 2018 (CLC).

L'occupation des sols de la commune, telle qu'elle ressort de la base de données européenne d’occupation biophysique des sols Corine Land Cover (CLC), est marquée par l'importance des territoires agricoles (92,7 % en 2018), une proportion identique à celle de 1990 (92,7 %).
La répartition détaillée en 2018 est la suivante : terres arables (67,5 %), prairies (24,2 %), forêts (7,3 %), zones agricoles hétérogènes (1 %).
L'IGN met par ailleurs à disposition un outil en ligne permettant de comparer l’évolution dans le temps de l’occupation des sols de la commune (ou de territoires à des échelles différentes). Plusieurs époques sont accessibles sous forme de cartes ou photos aériennes : la carte de Cassini (XVIIIe siècle), la carte d'état-major (1820-1866) et la période actuelle (1950 à aujourd'hui).

### Habitat et logement
En 2021, le nombre total de logements dans la commune était de 92, alors qu'il était de 84 en 2016 et de 79 en 2011.
Parmi ces logements, 69,4 % étaient des résidences principales, 24,3 % des résidences secondaires et 6,3 % des logements vacants. Ces logements étaient pour 98,9 % d'entre eux des maisons individuelles et pour 0 % des appartements.
Le tableau ci-dessous présente la typologie des logements à Vannecrocq en 2021 en comparaison avec celle de l'Eure et de la France entière. Une caractéristique marquante du parc de logements est ainsi une proportion de résidences secondaires et logements occasionnels (24,3 %) supérieure à celle du département (6,2 %) et à celle de la France entière (9,7 %).
| Typologie                                               | Vannecrocq | Eure | France entière |
| ------------------------------------------------------- | ---------- | ---- | -------------- |
| Résidences principales (en %)                           | 69,4       | 85,8 | 82,2           |
| Résidences secondaires et logements occasionnels (en %) | 24,3       | 6,2  | 9,7            |
| Logements vacants (en %)                                | 6,3        | 8    | 8,1            |

## Toponymie
Le nom de la localité est attesté sous les formes Wanescrotum et Wanescrot au XIe siècle (cartulaire de Préaux), Vanescrot au XIIe siècle (cartulaire de Saint-Gilles de Pont-Audemer), Vanescroc en 1233 (charte de Guillaume, évêque de Lisieux), Wanescrot en 1290 (cartulaire du chap. d’Évreux), Vanecrocq en 1782 (Dict. des postes), Vasnecrop en 1792 (1er suppl. à la liste des émigrés).
Toponyme dans lequel on peut identifier le vieil anglais croft « pièce de terre » (anglais croft « pièce de terre, petite exploitation rurale »).

## Histoire
L'église appartenait à l’évêque de Lisieux.

## Politique et administration

### Rattachements administratifs et électoraux

#### Rattachements administratifs
La commune se trouve depuis 1926 dans l'arrondissement de Bernay du département de l'Eure.
Elle faisait partie depuis 1801 du canton de Beuzeville. Dans le cadre du redécoupage cantonal de 2014 en France, cette circonscription administrative territoriale a disparu, et le canton n'est plus qu'une circonscription électorale.

#### Rattachements électoraux
Pour les élections départementales, la commune fait partie depuis 2014 d'un nouiveau canton de Beuzeville porté de 16 à 62 communes.
Pour l'élection des députés, elle fait partie de la troisième circonscription de l'Eure.

### Intercommunalité
Vannecrocq était membre de la communauté de communes du canton de Beuzeville, un établissement public de coopération intercommunale (EPCI) à fiscalité propre créé en 2000 et auquel la commune avait transféré un certain nombre de ses compétences, dans les conditions déterminées par le code général des collectivités territoriales.
Dans le cadre des dispositions de la loi portant nouvelle organisation territoriale de la République du 7 août 2015, qui prévoit que les établissements publics de coopération intercommunale (EPCI) à fiscalité propre doivent avoir un minimum de 15 000 habitants, cette intercommunalité a fusionné avec la communauté de communes du pays de Honfleur pour former, le 1er janvier 2017, la communauté de communes du Pays de Honfleur-Beuzeville.
Toutefois, la commune, estimant être plus proche du Lieuvin et partageant son école avec Épaignes, obtient d'être rattachée le 1er janvier 2018 à la communauté de communes Lieuvin Pays d'Auge,,.

### Liste des maires
| Période                                  | Période                         | Identité           | Étiquette | Qualité                                                       |
| ---------------------------------------- | ------------------------------- | ------------------ | --------- | ------------------------------------------------------------- |
| Les données manquantes sont à compléter. |                                 |                    |           |                                                               |
| mars 2001                                | 2014                            | Henri Heutte       |           |                                                               |
| 2014                                     | juin 2024                       | Jean-Charles Harou |           | Agriculteur retraité Mort en fonction                         |
| septembre 2024                           | En cours (au 23 septembre 2024) | Marc-Antoine Rabel |           | ingénieur agricole, petit-fils d’Henri Heutte, éleveur porcin |

## Équipements et services publics
Une distributeur automatique de pain frais est installé depuis 2020 à la ferme du Gros Caillou.

### Enseignement
Les enfants de la commune sont scolarisés au groupe scolaire Michel-Hocquard d’Epaignes. Ils poursuivent habituellement leurs études aux collèges Europe de Cormeilles ou Jacques-Brel de Beuzeville.

## Population et société

### Démographie
L'évolution du nombre d'habitants est connue à travers les recensements de la population effectués dans la commune depuis 1793. Pour les communes de moins de 10 000 habitants, une enquête de recensement portant sur toute la population est réalisée tous les cinq ans, les populations de référence des années intermédiaires étant quant à elles estimées par interpolation ou extrapolation. Pour la commune, le premier recensement exhaustif entrant dans le cadre du nouveau dispositif a été réalisé en 2006.

En 2022, la commune comptait 163 habitants, en évolution de +7,95 % par rapport à 2016 (Eure : −0,25 %, France hors Mayotte : +2,11 %).
| 1793 | 1800 | 1806 | 1821 | 1831 | 1836 | 1841 | 1846 | 1851 |
| ---- | ---- | ---- | ---- | ---- | ---- | ---- | ---- | ---- |
| 408  | 279  | 472  | 517  | 405  | 353  | 331  | 345  | 314  |

| 1856 | 1861 | 1866 | 1872 | 1876 | 1881 | 1886 | 1891 | 1896 |
| ---- | ---- | ---- | ---- | ---- | ---- | ---- | ---- | ---- |
| 318  | 265  | 260  | 249  | 283  | 218  | 194  | 204  | 164  |

| 1901 | 1906 | 1911 | 1921 | 1926 | 1931 | 1936 | 1946 | 1954 |
| ---- | ---- | ---- | ---- | ---- | ---- | ---- | ---- | ---- |
| 184  | 153  | 134  | 146  | 128  | 113  | 94   | 125  | 113  |

| 1962 | 1968 | 1975 | 1982 | 1990 | 1999 | 2006 | 2011 | 2016 |
| ---- | ---- | ---- | ---- | ---- | ---- | ---- | ---- | ---- |
| 117  | 89   | 100  | 99   | 110  | 110  | 118  | 138  | 151  |

| 2021 | 2022 | - | - | - | - | - | - | - |
| ---- | ---- | - | - | - | - | - | - | - |
| 163  | 163  | - | - | - | - | - | - | - |

## Culture locale et patrimoine

### Lieux et monuments
La commune de Vannecrocq compte plusieurs édifices inscrits à l'inventaire général du patrimoine culturel :
- l'église Saint-Denis (XIIe, XIIIe, XIVe et XVIIe)[37] ;
- une croix de cimetière du XVIIe siècle dans le cimetière de l'église Saint-Denis[38] ;
- le presbytère (XVIIIe)[39] ;
- un manoir des XVIIe et XVIIIe siècles au lieu-dit la Lanterne[40] ;
- une maison des XIXe et XXe siècles au lieu-dit la Fontaine Domin[41].
- Sentier de randonnée.

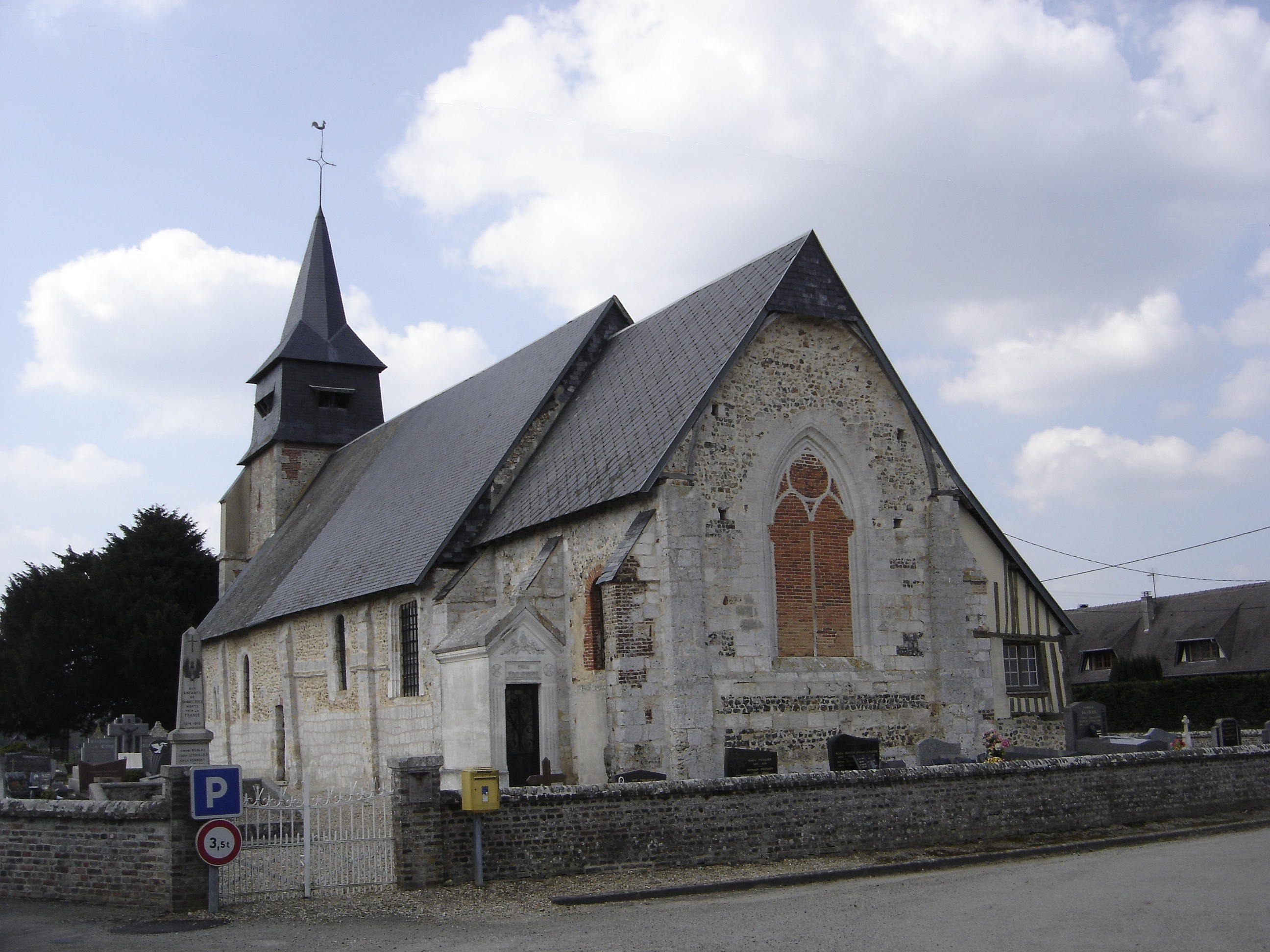
L'église.
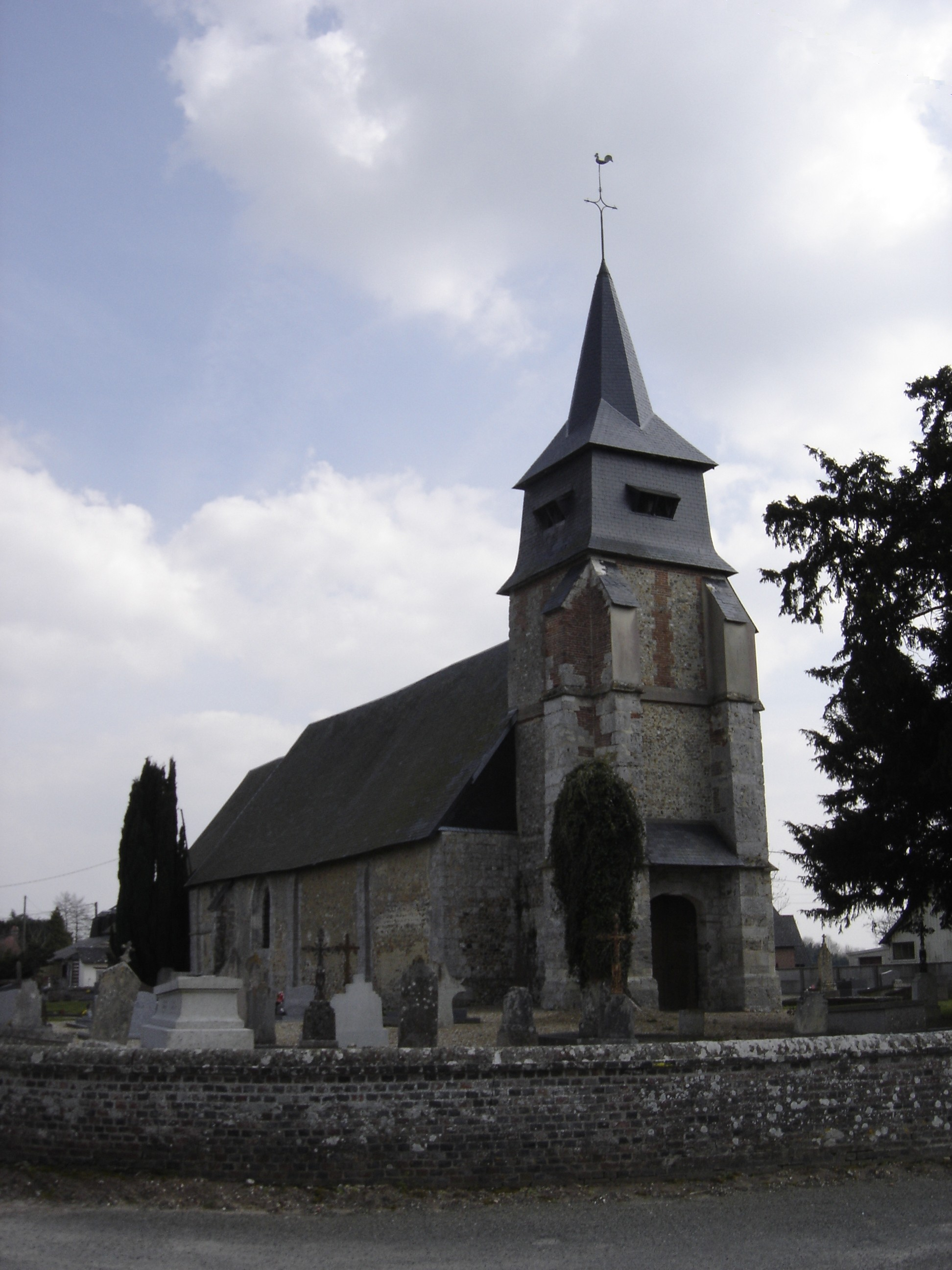
L'église.

### Héraldique
| Blason de Vannecrocq | Blason  | Coupé: au 1) de sinople au chevron renversé d'or chargé d'une chaîne de sable et accompagné de trois têtes de lévrier colletées et bouclées d'argent, au 2) de gueules à deux léopards d'or armés et lampassés d'azur l'un-au-dessus de l'autre |
| Blason de Vannecrocq | Détails | - Les têtes de lévriers viennent du blason de la famille Aubry. - Le chevron vient de celui des De Malortie, anciens seigneurs du lieu. - Les chaînes sont les attributs de saint Denis patron de l'église. - Le chevron renversé représente aussi l'initiale du nom de la commune. - La couleur du champ représente l'agriculture. - Les deux léopards d'or rappellent les armoiries de la Normandie. Création J-F Binon. Adoption 2024 |

## Pour approfondir